# Erioptera (Erioptera) tahanensis
Erioptera (Erioptera) tahanensis is een tweevleugelige uit de familie steltmuggen (Limoniidae). De soort komt voor in het Oriëntaals gebied.